# Melaka United
Maillots
Actualités
Dernière mise à jour : 24 juin 2017.
Le Melaka United est un club malaisien de football basé à Malacca.

## Palmarès
- Championnat de Malaisie
  - Champion : 1983